# Chanson der Liebe (2007)
Chanson der Liebe (Les Chansons d’amour) ist ein französischer Spielfilm (2007) mit Liedeinlagen.

## Handlung
Die Beziehung der dreißigjährigen Pariser Ismaël und Julie hat an Elan verloren. Um sie aufzupeppen, nehmen sie Alice als Dritte bei sich auf. Zu dritt im Bett merken sie jedoch bald, dass diese Konstellation auch nicht reibungslos funktioniert. Die Lage scheint sich zu entspannen, als Alice mit einem anderen Burschen anbändelt.
Unerwartet stirbt Julie an Herzversagen. Ismaël versucht bei langen Irrungen durch die Stadt seine Trauer zu bewältigen. Er zeigt sich unempfänglich für die Zuneigung von Jeanne, Julies Schwester. Stattdessen geht er auf die Avancen des jungen Bretonen Erwann ein und löst sich von Alice. Schließlich erscheint ihm Julie noch einmal, und er kann dieses Kapitel seines Lebens beenden.

## Anspielungen
Chanson der Liebe enthält 13 Liedeinlagen, die von den gesanglich nicht geschulten Schauspielern geleistet werden. Daneben hat der Film zahlreiche Anspielungen an den vollständig gesungenen Klassiker Die Regenschirme von Cherbourg (1964). Daraus übernommen hat er zum Beispiel die drei Zwischentitel „Die Abfahrt“, „Die Abwesenheit“ und „Die Rückkehr“. Es bestehen einige Bezüge zu Werken der Nouvelle Vague. Die Szene mit der Bettlektüre bezieht sich auf François Truffauts Film Tisch und Bett (1970); wie einst Claude Jade wird nun Ludivine Sagnier gebeten, ihre Brille aufzusetzen. Weiterhin werden Truffauts Geraubte Küsse zitiert und viele Kritiker vergleichen Louis Garrel als Wiedergänger von Jean-Pierre Léauds Antoine Doinel. Die Gegend um die Porte Saint-Martin als Schauplatz wurde als Reverenz an Eine Frau ist eine Frau von Jean-Luc Godard verstanden.

## Argumente der Kritik
Im film-dienst rezensierte Hans Messias den Film. Wie Honoré die Themen Liebe, Tod, Trauer und Abschied behandelt, „ist bewundernswert, zeugt von Mut und inszenatorischem Feingefühl.“ Die faszinierenden Chansons schüfen „Momente, in denen Wehmut, Trauer und Wut dicht beieinander liegen“. Und: „Regie, Musik und die überzeugenden Darsteller (die allerdings auf unterschiedlichem Niveau singen) werden durch die kongeniale Kameraarbeit unterstützt“. In epd Film fand Karlheinz Oplustil, Louis Garrel erscheine wie ein Doppelgänger des Nouvelle Vague-Stars Jean-Pierre Léaud. Honorés Huldigung an die Nouvelle Vague liege aber weniger in den Anspielungen an jene Filme als in seiner Inszenierung, „die Raum für dramaturgische Brüche, für verspielte Experimentierfreude und Spontaneität lässt“. Der Film entleihe vieles aus den Regenschirmen und entwickle „wirkliche Originalität“ erst mit dem Tod Julies. „Im ersten Teil machen es einem die jungen Leute nicht gerade leicht, sie zu mögen, zu oberflächlich und manieriert ist ihr Verhalten, und zu gesucht wirken ihre Beziehungsprobleme.“ Ähnlich urteilte F.A.Z.-Kritiker Michael Althen. Anfangs lasse der Film den Zuschauer ratlos, doch ab dem Tod Julies sei der Film „Trauerarbeit“ und gehe zu Herzen. Honoré verwende viel Sorgfalt darauf, dem Vorbild Die Regenschirme von Cherbourg seine Ehrerbietung zu machen. „Und Louis Garrel agiert ohnehin wie der hübschere Wiedergänger von Jean-Pierre Léaud.“
Thomas Abeltshauser rezensierte den Streifen in der Berliner Morgenpost. Die Balance „zwischen Charme und Sentiment, zwischen authentischen Lebenswelten junger Großstädter und Paris-Kitsch“ gelinge dem Film „mal mehr, mal weniger“. An den Übergängen zwischen Sing- und Spielszenen ruckle es ziemlich deutlich. Am elegantesten gelängen diese Überschreitungen Louis Garrel. Im Spiegel bezeichnete Wolfgang Höbel den Film als „eitle, manierierte und höchstens mittelcharmante Fingerübung“. Die Erzählung lasse Leidenschaft und Interesse weitgehend vermissen. „Leider ist die Musik nicht besonders gut und oft schlimmer Kitsch.“ Die Kurzkritik der Frankfurter Rundschau stellte fest, bei den Musikstücken handle es sich um Schlager statt um Chansons, und dem zitierten Die Regenschirme von Cherbourg komme Honorés Film niemals nahe.

### Gespräche
- Mit Christophe Honoré in der Berliner Zeitung, 21. August 2008, Kulturkalender S. 2: Ich will das lebendige Paris einfangen

### Kritikenspiegel
Positiv
- film-dienst Nr. 17/2008, S. 33, von Hans Messias: Chanson der Liebe

Eher positiv
- Frankfurter Allgemeine Zeitung, 22. August 2008, S. 42, von Michael Althen: Die Regenschirme vom zehnten Arrondissement
- epd Film Nr. 8/2008, S. 44, von Karlheinz Oplustil: Chanson der Liebe

Gemischt
- Berliner Morgenpost, 21. August 2008, Beilage Berlin Live, S. 2, von Thomas Abeltshauser: Musikreigen in Paris

Negativ
- Frankfurter Rundschau, 21. August 2008, S. 30: Chanson der Liebe
- Der Spiegel, 18. Mai 2007, von Wolfgang Höbel: Cannes-Tagebuch. Lächeln verboten!